# 公共工商服务
公共工商服务（法語：Service public industriel et commercial (SPIC)）指的是法国一种主要由私法和司法法官管辖的公共服务管理形式。
相反，如果一种公共服务受行政法管辖，则为公共行政服务。

## 历史
自从1873年的布朗格法案颁布后。
从1921年开始，公共工商服务主要由私法管辖。这时公共服务有了新的定义：由公共法人或依附于公共法人的私法人提供的具有公众利益的活动，活动由含有公法特点的特殊司法形式管辖。
今天，这个概念的意涵 （页面存档备份，存于）已经发生了很大变化。

## 特点
法国国家行政法院在1956年11月16日颁布的航空工业总联盟法兰中规定了三个特点以确定公共工商服务：
1. 公共服务的目标。
2. 运作方式。如员工是否受劳动法管辖、私营财务管理、商业使用、司法合同等。
3. 资金来源。